# 拉伊格拉 (玻利維亞)
拉伊格拉（直译：無花果樹），是玻利維亞聖克魯斯省巴耶格兰德县下辖的一個小村庄。它位於普卡拉市镇所轄的拉伊格拉市区。